# Myosorex longicaudatus
Myosorex longicaudatus es una especie de musaraña de la familia Soricidae, endémica de Sudáfrica.

## Hábitat
Tiene una distribución muy  restringida dentro de pastizales pantanosos y siempre en microhábitats húmedos.

## Dieta
Invertebrados y ocasionalmente semillas.